# تب بازگشتی

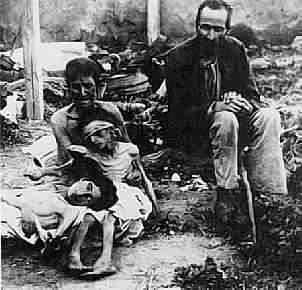
یک خانوادهٔ اوکراینی مبتلا به تیفوس

تب بازگشتی یا تب راجعه (انگلیسی: Relapsing fever) نوعی بیماری تب دار عودکننده است که با نیش کنه یا شپش منتقل می‌شود. عامل آن اغلب باکتری‌های جنس بورلیا و ریکتزیا هستند.

## تب بازگشتی شپشی
تب بازگشتی شپشی (Louse-borne relapsing fever) توسط باکتری‌های ریکتزیا پرووازکی، بورلیا رکورنتیس و بارتونلا کوئینتانا (Bartonella quintana) ایجاد می‌شود و توسط شپش بدن انتقال می‌یابد.

## تب بازگشتی کنه‌ای
تب بازگشتی کنه‌ای توسط انواعی از بورلیاها مانند بورلیا هرمسی، بورلیا duttoni و بورلیا parkeri ایجاد می‌شود. تب بازگشتی شپشی از تب بازگشتی کنه‌ای شدیدتر است. کنه‌های ارنیتودوروس عامل انتقال بیماریند. در برخی کشورهای در حال توسعه مانند آفریقا این گونه‌ها عامل تب بازگشتی کنه‌ای اپیدمیک هستند.
تب بازگشتی اندمیک به وسیله بورلیاها و توسط کنه جنس اورنتیودوروس ایجاد می‌شود.